# George Sotheron-Estcourt (1er baron Estcourt)
Pour les articles homonymes, voir Sotheron-Estcourt et Bucknall-Estcourt.
George Thomas John Sotheron-Estcourt, 1er baron Estcourt (21 janvier 1839 - 12 janvier 1915), connu sous le nom de George Bucknall-Estcourt jusqu'en 1876 et sous le nom de George Sotheron-Estcourt de 1876 à 1903, est un homme politique britannique du Parti conservateur.

## Biographie
Estcourt est le fils du révérend Hilary Bucknall-Estcourt, fils de Thomas Sotheron-Estcourt, député de Devizes et de l'Université d'Oxford, fils de Thomas Grimston Estcourt, député de Cricklade. Sa mère est Anne Elizabeth, fille de Sir John Lowther Johnstone, 6e baronnet, et Thomas Sotheron-Estcourt est son oncle. En 1876, il hérite des domaines de ce dernier et prend par licence royale le nom de famille de Sotheron-Estcourt en lieu et place de son patronyme .
Estcourt est député du Wiltshire North de 1874 à 1885. En 1903, il est élevé à la pairie en tant que baron Estcourt, d'Estcourt dans la paroisse de Shipton Moyne dans le comté de Gloucester et de Darrington dans la circonscription ouest du comté d'York.
Lord Estcourt épouse Monica, fille du révérend Martin Stepylton, en 1863. Ils n'ont pas d'enfants. Il meurt en janvier 1915, à l'âge de 75 ans,et la baronnie s'éteint. Lady Estcourt est décédée en mars 1922.